# 65363 Ruthanna
65363 Ruthanna è un asteroide della fascia principale. Scoperto nel 2002, presenta un'orbita caratterizzata da un semiasse maggiore pari a 2,3730350 UA e da un'eccentricità di 0,2160550, inclinata di 2,09475° rispetto all'eclittica.
L'asteroide è dedicato a Ruthanna Dellinger Powell, zia dello scopritore.